# ایسوزو گالا
ایسوزو گالا (Isuzu Gala) خودرویی است که از سال ۱۹۹۶ تا کنون تولید شده‌است. این خودرو در کلاس اتوبوس قرار گرفته و سیستم جعبه‌دندهٔ آن ۶ دنده به صورت دستی است.

## نگارخانه

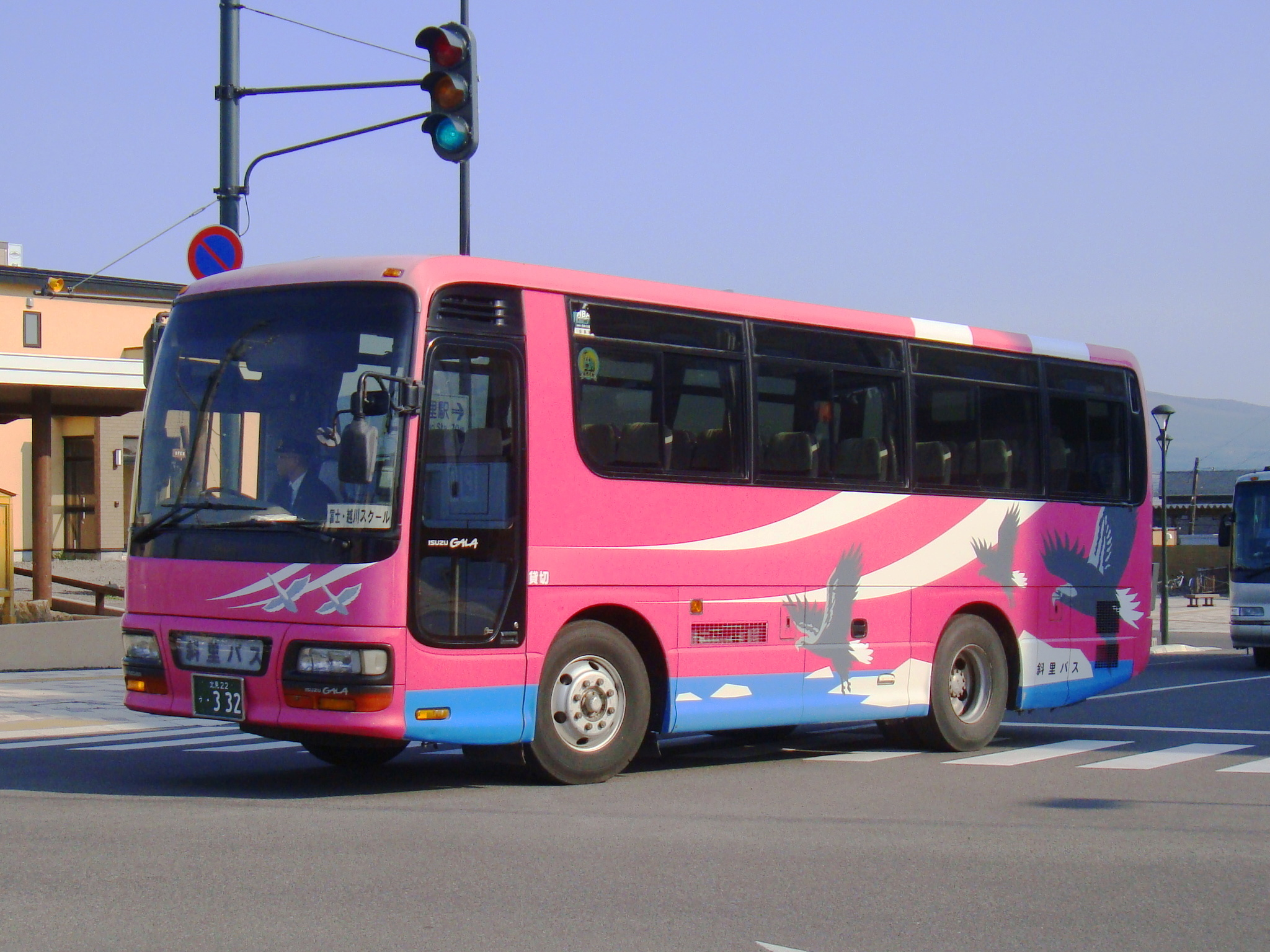
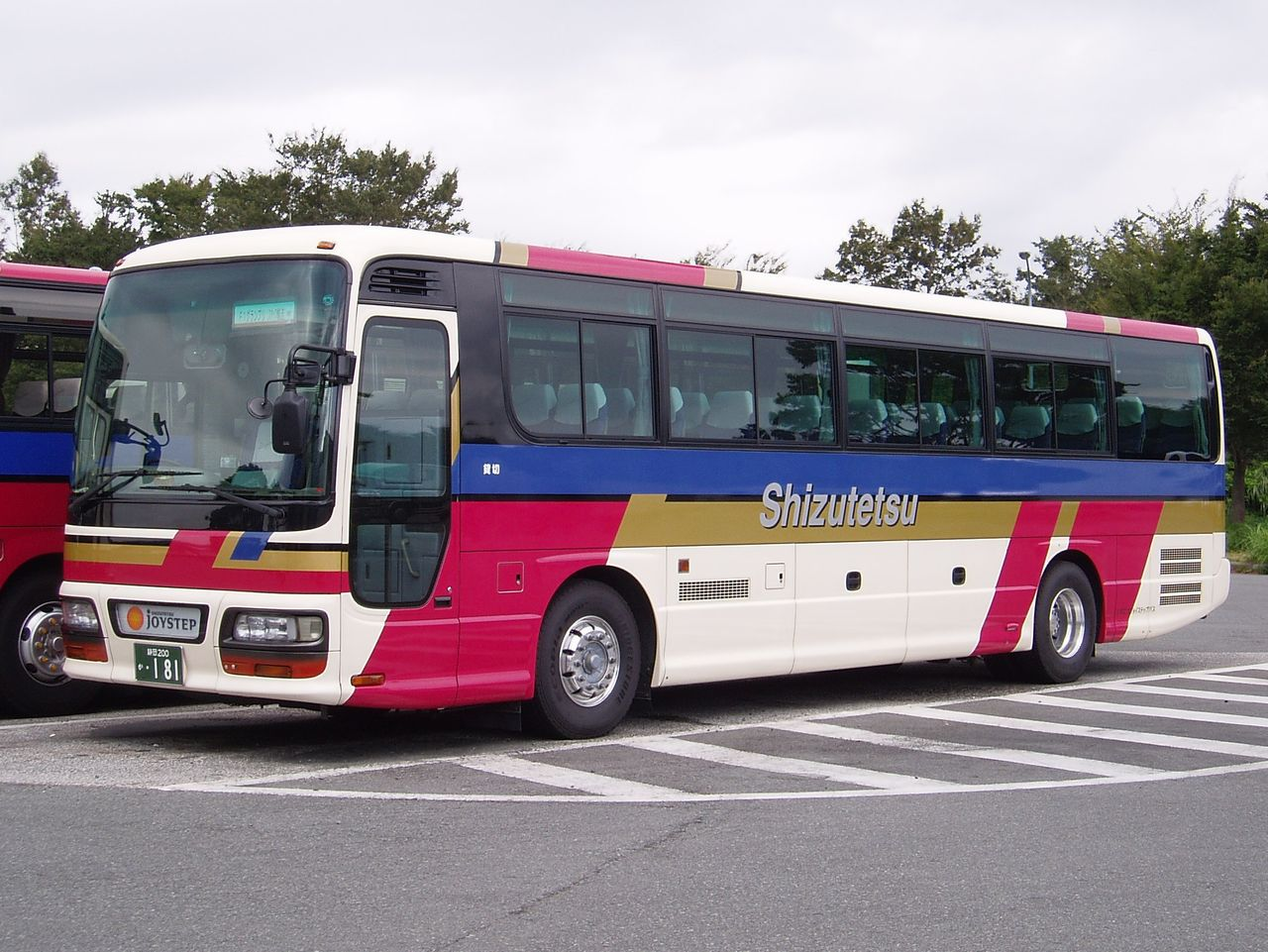
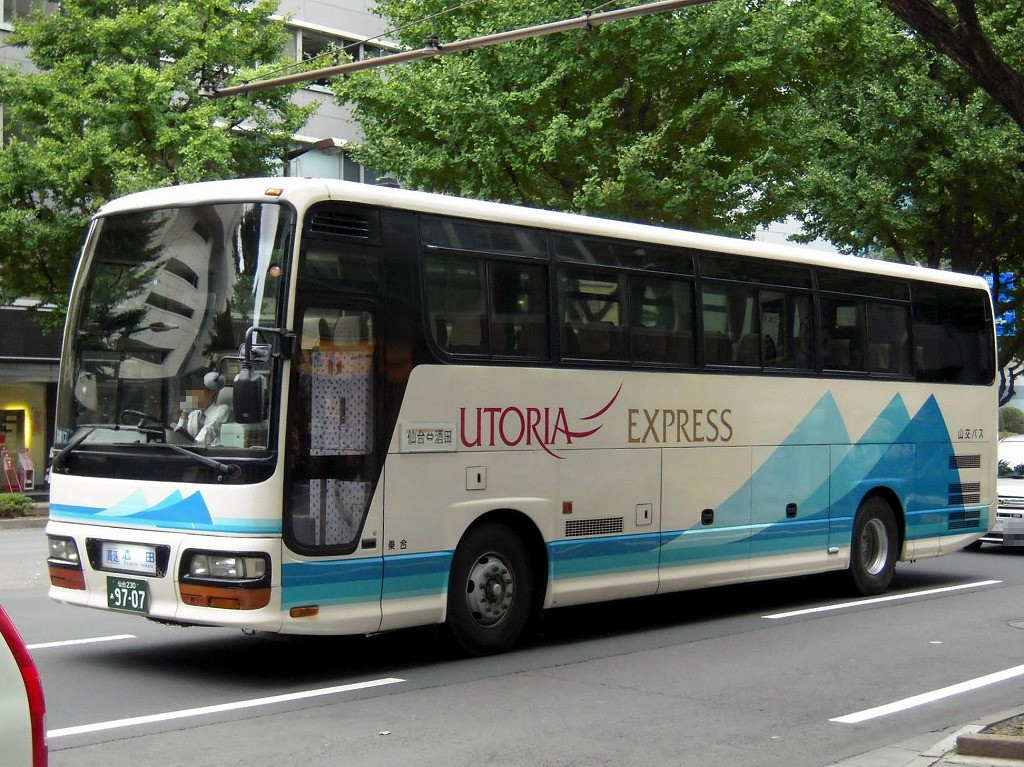
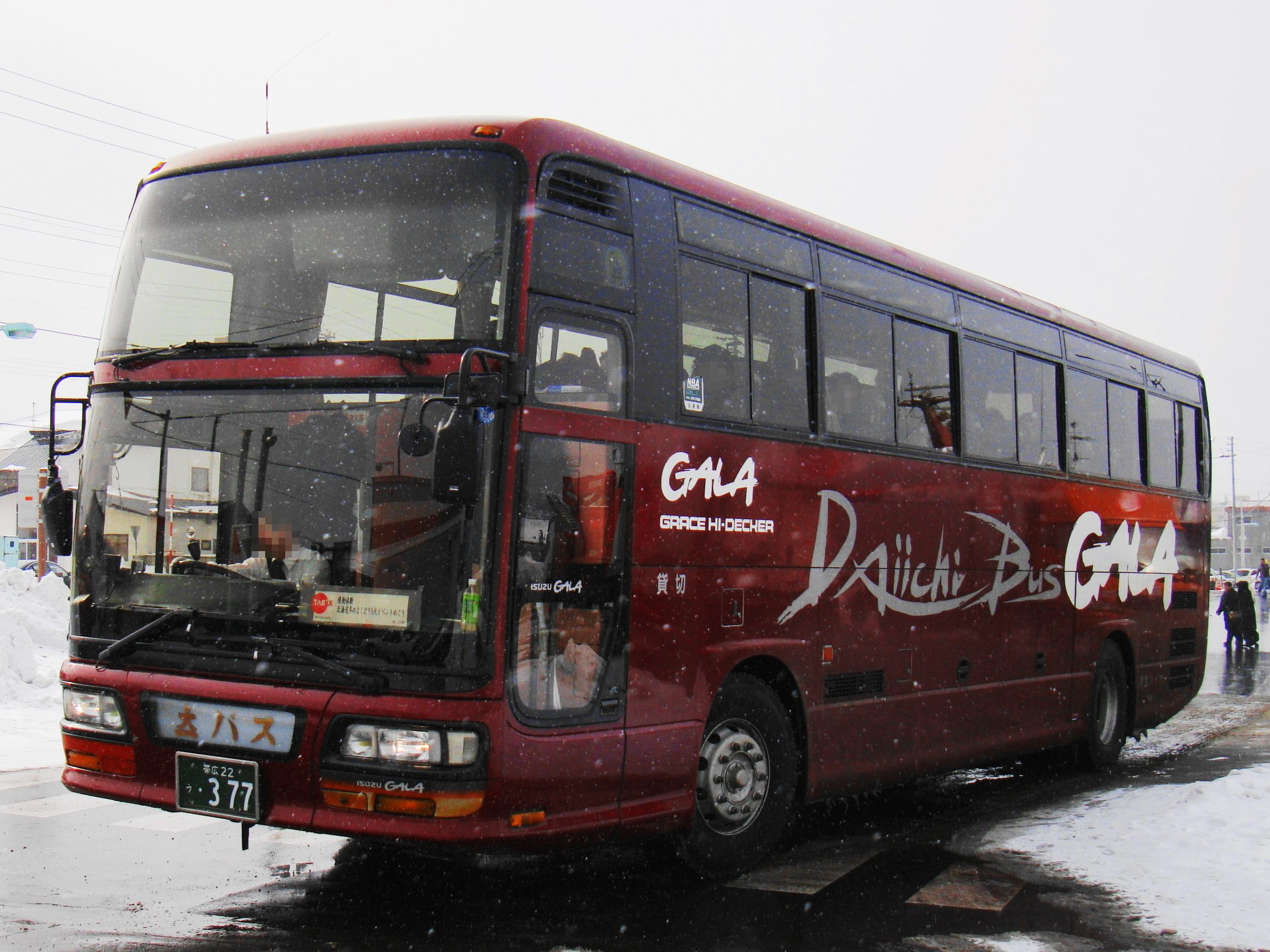
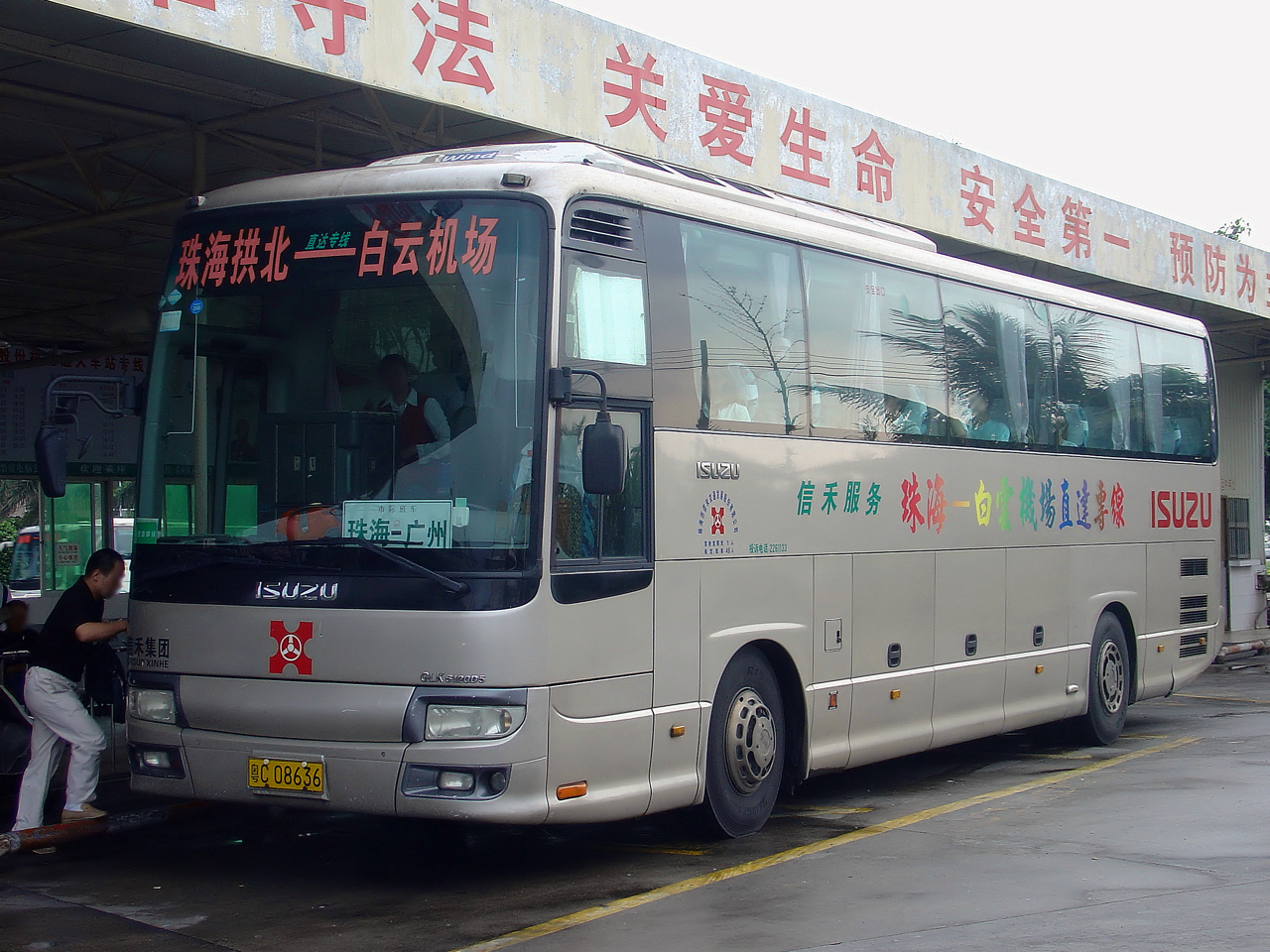